# Ivoti (ort)
Ivoti är en ort i Brasilien.   Den ligger i kommunen Ivoti och delstaten Rio Grande do Sul, i den södra delen av landet, 1 600 km söder om huvudstaden Brasília. Ivoti ligger 125 meter över havet och antalet invånare är 18 171.
Terrängen runt Ivoti är kuperad österut, men västerut är den platt. Runt Ivoti är det tätbefolkat, med 790 invånare per kvadratkilometer.. Närmaste större samhälle är Novo Hamburgo, 10,1 km söder om Ivoti.
Runt Ivoti är det i huvudsak tätbebyggt.